# Eucharia albicans
Eucharia albicans là một loài bướm đêm thuộc phân họ Arctiinae, họ Erebidae.